# Mortal Kombat
Mortal Kombat je jedan od najznačajnijih predstavnika žanra tučnjava na svim platformama. Nastao je 1992. a do danas su izašla 4 prava nastavka, s brojnim ekspanzijama, kao što su npr. Mortal Kombat Armageddon ili Mortal Kombat Shaolin Monks.
Svaki Mortal Kombat, kao i svaka borilačka videoigra, sadržava svoj Roster borilaca. Najpoznatiji su Scorpion i Sub-Zero, ujedno i najveći neprijatelji u seriji igara.
Ovaj serijal igara je poznat po velikoj krvi, zbog koje je i nastao ESRB. Poznati su i završni potezi, Fatality-ji koji omogućuju brutalniji i krvaviji završetak borbe. Uz Fatalitye, postoje: Babality (pretvara vašeg protivnika u bebu uz animaciju koja pripada njihovoj osobnosti), Friendshipi (uz koje darujete život svojem protivniku, kao obrnuto i parodijski od Fatalitya) i Brutality (od kojih se zadaje puno udaraca vašem protivniku dok ne ekspoldiraju).

## Mortal Kombat 1
Mortal Kombat 1 je igra napravljena 1992 uz pomoć stop-motion tehnologije. Glumci su se oblačili u razne uniforme pa su se snimali pred kamerama da završe u igri. Borci Scorpion, Sub-Zero i Reptile su ninje istih kostima, pa su razvijatelji radi jednostavnijeg načina korisili Pallete-Swap tehnologiju.
Izdan je na arkadne strojeve 1992., ali je i prenesen na PlayStation, SNES, Segu...